# Carolyn Kizer
Carolyn Ashley Kizer (* 10. Dezember 1925 in Spokane, Washington; † 9. Oktober 2014 in Sonoma, Kalifornien) war eine US-amerikanische Dichterin. Sie wurde 1985 mit dem Pulitzer-Preis ausgezeichnet.

## Leben
Carolyn Kizer wurde 1925 als Tochter des Anwalts Benjamin H. Kizer und Mabel A. Kizer, Professorin der Biologie, geboren.
Nach ihrem Schulabschluss an der Lewis and Clark Highschool wechselte sie für ihr Bachelorstudium an das Sarah Lawrence College, wo sie u. a. Mythologie bei Joseph Campbell studierte. Ihr Masterstudium absolvierte sie an der Columbia University in New York City und an der University of Washington.
1948 heiratete sie Stimson Bullitt, der aus einer wohlhabenden und einflussreichen Familie aus Seattle stammte. Sie bekamen drei Kinder; 1954 ließen sie sich scheiden.
Im Jahr 1954 nahm Carolyn Kizer an einem Workshop für Kreatives Schreiben teil, der von dem Dichter Theodore Roethke durchgeführt wurde. „Kizer had three small kids, a big house on North Capitol Hill, enough money to get by and more than enough talent and determination. And although one of her poems had been published in The New Yorker when she was 17, she remembers that she needed a nudge from Roethke to get serious.“ (deutsch: „Kizer hatte drei Kinder, ein großes Haus am North Capitol Hill, genug Geld, um über die Runden zu kommen und mehr als genug Talent und Bestimmung dafür. Obwohl eines ihrer Gedichte im "New Yorker" veröffentlicht worden war als sie 17 Jahre alt war, wusste sie, dass sie einen Anstoß von Roethke benötigte, um ernsthaft zu starten.“)
In den 1970er und 80er Jahren hielt sie landesweit Veranstaltungen als poet-in-residence oder Dozentin an Universitäten, inklusive Columbia, Stanford, Princeton, San José State University und der University of North Carolina at Chapel Hill. Sie nahm weltweit an Autorenkonferenzen teil und war zudem Mitglied des Schriftsteller-Workshops Iowas.
Die Themen von Kizers Gedichten reichen von Mythologie und Politik bis hin zum Feminismus.
Kizer heiratete später den Architekten und Historiker John M. Woodbridge. Wenn sie nicht unterrichtete oder schrieb, lebte sie zuletzt alternativ in ihren Wohnungen in Paris und im kalifornischen Sonoma, wo sie im Oktober 2014 im Alter von 88 Jahren an den Folgen einer Demenz starb.

## Bibliographie
Dichtung
- Cool, Calm & Collected: Poems 1960-2000 Copper Canyon Press, 2001
- Pro Femina: A Poem BkMk Press, 2000, ISBN 1-886157-30-8[6]
- Harping On: Poems 1985-1995 Copper Canyon Press, 1996
- The Nearness of You Copper Canyon Press, 1986
- Yin (1984), gewann den Pulitzer-Preis
- Mermaids in the Basement: Poems for Women Copper Canyon Press, 1984
- Midnight Was My Cry: New and Selected Poems (1971)
- Knock Upon Silence (1965)
- The Ungrateful Garden (1961)

Prosa
- Picking and Choosing: Prose on Prose (1995)
- Proses: Essays on Poets and Poetry Copper Canyon Press, 1993

Übersetzungen
- Carrying Over: Translations from Chinese, Urdu, Macedonian, Hebrew and French-African Copper Canyon Press, 1986

Herausgegeben von Kizer
- 100 Great Poems by Women (1995)
- The Essential Clare (1992)

## Auszeichnungen
- Pulitzer-Preis für Dichtung (1985)
- Theodore Roethke Memorial Poetry Prize (1988 für The Nearness of You)
- American Academy of Arts and Letters award (1985)
- Award of Honor of the San Francisco Arts Commission
- Borestone Mountain Poetry Awards (sechs Mal)
- Pushcart Prize (drei Mal)
- Frost Medal (1988)
- John Masefield Memorial Award
- Governor's Award for the best book of the year, State of Washington (1965, 1985)

## Über Kizer und ihre Arbeit
- Rigsbee, David (Hrsg.): An Answering Music:  On the Poetry of Carolyn Kizer Ford-Brown & Co. Publishers, 1990
- Carolyn Kizer, Perspectives on her Life and Work CavanKerry Press, 2001

### Gedichte online
- A Muse of Water, Amusing Our Daughters, Fanny, Lines to Accompany Flowers for Eve, Pro Femina, Summer near the River, The Erotic Philosophers, The Great Blue Heron, The Intruder, Through a Glass Eye, Lightly

### Review
- The Nearness of You New York Times Review, 22. März 1987